# Waldbahn Haselbach
Die Waldbahn Haselbach war eine Waldbahn auf dem Ortsgebiet von Fahrafeld in Niederösterreich im Bezirk Baden. Sie war die einzige Waldbahn im waldreichen Einzugsgebiet des Triestingtals.
Die eingleisige Waldbahn führte vom Forsthaus in den als Langes Tal bezeichneten Haselbachgraben. Sie war ungefähr 2,5 km lang und hatte eine etwa 150 m lange Zweigstrecke in den Kreuzgraben. Ihre Spurweite betrug 600 mm.
Das Gefälle der Bahn war so groß, dass die Schwerkraft ausreichte, die beladenen Wagen ins Tal zu befördern. Die leeren Güterwagen wurden mit Ochsen als Zugtieren wieder nach oben gebracht. Kurzfristig war angeblich auch eine benzingetriebene Lokomotive im Einsatz.
Die Waldbahn war nur von 1915 bis 1918 in Betrieb, um mit ihren Fahrzeugen Holz aus dem Besitz von Simon von Wimpffen für das Sägewerk der Berndorfer Metallwarenfabrik zu transportieren.
Bis zu 20 Personen waren bei dieser Waldbahn beschäftigt.
Die ehemalige Trasse ist heute noch zu erkennen.